# Jüngling von Eretria

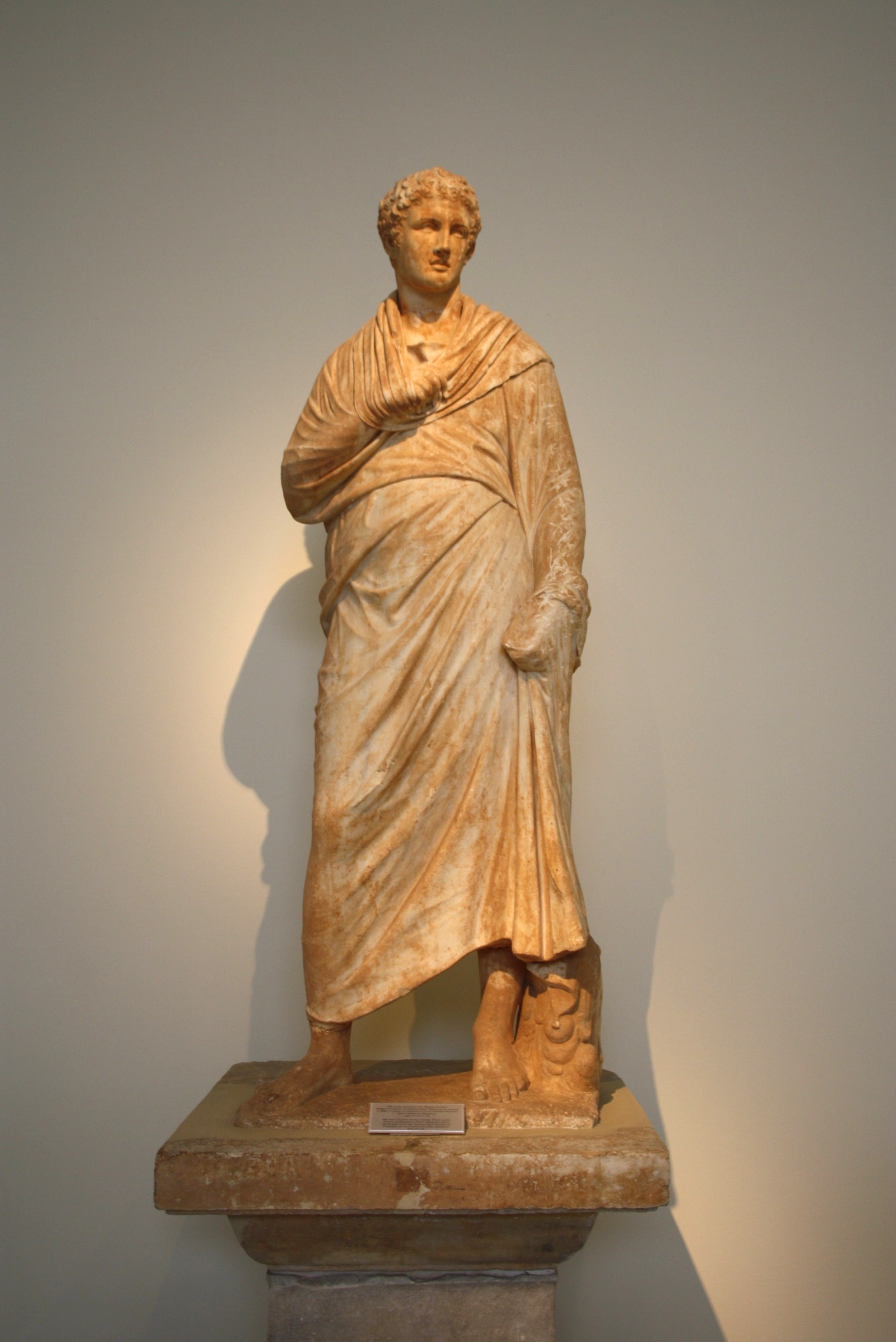
Statue des „Jünglings von Eretria“

Die Statue des Kleoneikos, in der archäologischen Fachliteratur üblicherweise als Jüngling von Eretria bezeichnet, wurde gegen Ende des zweiten oder zu Beginn des ersten Jahrhunderts v. Chr. geschaffen und zeigt einen verstorbenen jungen Mann aus Eretria.
Abgesehen von den Füßen und den untersten Teilen der Beine, dem Kopf, dem vorderen Hals und den Fingern der rechten Hand ist der junge Mann in einen himation gewandet. Mit den freien Fingern, die er auf den Halsausschnitt des himations gelegt hat, zieht er es ein wenig hinunter, sonst wäre er bis auf Füße und Kopf völlig darin eingewickelt. Unter dem Umhang zeichnet sich sein Körper ab. Das linke Bein ist sein Stand-, das rechte Bein sein Spielbein. Der linke Arm ist völlig in das Gewandt gewickelt. An seiner linken Seite befindet sich als Statuenstütze ein Baumstumpf, an dem – wie Lehmann erkannte – Übungshandschuhe für den Faustkampf herabhängen. Der Kopf ist leicht nach links gedreht. Die ovalen Gesichtszüge mit den fleischigen Lippen sind in idealisierter Form wiedergegeben. Die Augenlider und die tief liegenden Augen erzielen eine strenge Wirkung. Das kurze, lockige Haar wirkt leicht zerzaust. An mehreren Stellen fallen leichte Fehler bei der Fertigung aus, so etwa bei den Fingern der rechten Hand, die eine übertriebene Krümmung aufweisen. Die Basis hat die Form einer abgeschnittenen Pyramide.
In der Ausführung erinnert diese Statue an Werke, die als Portraitstatuen des Aischines gedeutet werden. An der Vorderseite der Statuenbasis, die 1995 mit der Statue wiedervereinigt wurde, findet sich eine Inschrift:
Κλεόνεικον Λυσάνδρου
Ἀμφικράτης Λυσάνδρου
τὸν ἐαυτοῦ φίλον
Die Statue stiftete also ein Amphikrates für seinen verstorbenen Freund Kleoneikos, den Sohn des Lysandros. Die Statue aus pentelischem Marmor wurde 1888 im Gymnasion von Eretria auf Euböa gefunden. Sie wird ins ausgehende zweite oder frühe erste Jahrhundert v. Chr. datiert. Die Statue ist 1,945 Meter hoch, also etwas über Lebensgröße, mit Basis sogar 2,946 Meter hoch. Heute befindet sich die Statue, die ein seltenes Beispiel für den Fund einer Marmorfigur eines bekleideten Gymnasiasten im Kontext eines Gymnasiums ist, im Archäologischen Nationalmuseum Athen und hat die Inventarnummer 244.